# Flower (Computerspiel)
Flower ist ein Videospiel, das von dem kalifornischen Independent-Studio Thatgamecompany für PlayStation 3 entwickelt und im Februar 2009 von Sony Computer Entertainment als kostenpflichtiger Download im PlayStation Network (PSN) veröffentlicht wurde.
Der Spieler steuert in Flower aus der Egoperspektive durch Neigen des Gamepads den Wind, der Blütenblätter aufwirbelt und vor sich her treibt. Seine Aufgabe ist es, von Blume zu Blume zu wehen, sie aufblühen zu lassen und auf diese Weise die Spielabschnitte in bunte, fruchtbare Naturlandschaften zu verwandeln.
Flower ist nach Flow (2006) und vor Journey (2012) das zweite von drei Spielen, die Thatgamecompany im Rahmen eines Vertrages mit Sony Computer Entertainment für das PSN entwickelte. Im August 2012 erschien eine Version von Flower als Teil einer Kompilation dieser drei Spiele für den Einzelhandel auf Blu-ray Disc. Im November 2013 wurden Portierungen für PlayStation 4 und PlayStation Vita im PSN veröffentlicht.
Das Spiel, das von den Entwicklern selbst als „interaktives Gedicht“ eingeordnet wird, wurde von der Kritik fast durchweg positiv bis sehr positiv bewertet. Allgemein gelobt wurde das emotionale Erlebnis, das durch das Zusammenspiel von Grafik und Musik entsteht; Hauptkritikpunkt war die kurze Spieldauer. Flower erhielt zahlreiche Preise und Auszeichnungen. Das Magazin Time nahm es in seine Liste der 100 besten Videospiele aller Zeiten auf und es ist ein Exponat der Ausstellung The Art of Video Games des Smithsonian American Art Museum.

## Spielbeschreibung

### Spielprinzip, Perspektive und Steuerung

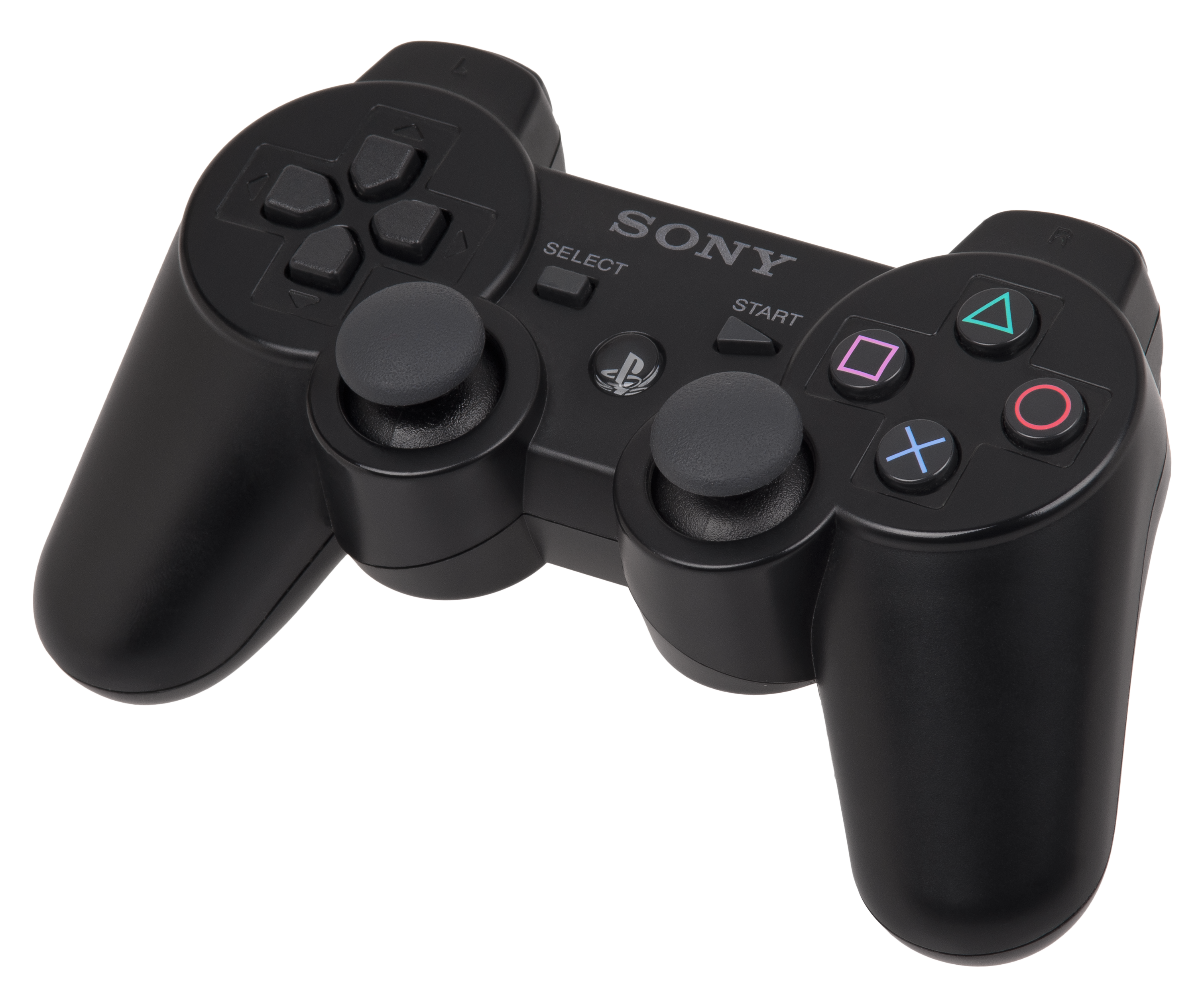
Die Bewegungssteuerung erfolgt in Flower durch Neigen des Gamepads

In Flower steuert der Spieler den Wind, der Blütenblätter durch die Luft weht.
Jeder Spielabschnitt (Level) beginnt mit einem einzigen in der Luft schwebenden Blütenblatt; nähert es sich einer geschlossenen Blume, öffnet sie sich und eines ihrer Blütenblätter folgt dem ersten. Indem der Spieler von Blume zu Blume steuert, entsteht auf diese Weise eine immer länger werdende bunte Schleppe aus Blütenblättern. Je mehr Blätter der Spieler sammelt, umso stärker weht der Wind und umso schneller wird die Bewegung. Bei jeder Annäherung an eine Blütenknospe wird ein mit der Hintergrundmusik harmonierender Klang ausgelöst. Oft stehen gleichartige Blumen in Gruppen zusammen oder hintereinander in einer Linie und bewirken, sofern sie alle zum Aufblühen gebracht wurden, dass zuvor dürre oder kahle Stellen in der Landschaft fruchtbar werden und so neue Blumen entstehen lassen. Mitunter treten hierbei zusätzliche Veränderungen in der Spielwelt ein, die neue Bereiche erschließen oder ein Fortkommen im jeweiligen Abschnitt ermöglichen.
Die Kamera ist dabei auf ein einzelnes Blütenblatt in der Bildschirmmitte fokussiert und zeigt eine dreidimensionale Ansicht der Spielwelt, was der Egoperspektive des Windes entspricht. Die Richtungssteuerung erfolgt jedoch nicht wie bei den meisten Konsolenspielen mit den Analog-Sticks, sondern ausschließlich durch Neigung des Gamepads. Dies wird durch die Sixaxis-Funktion des PlayStation-Controllers realisiert, die auch bei Flugspielen zum Einsatz kommt. Drückt der Spieler eine beliebige Taste, so erfolgt ein Windstoß, der die Geschwindigkeit erhöht.

### Spielverlauf
Im Spiel gibt es keine Charaktere oder Dialoge, also keine narrative Handlung im eigentlichen Sinn. Die Spielabschnitte bauen jedoch aufeinander auf und erzeugen durch unterschiedliche Grundstimmungen einen emotionalen Bogen.

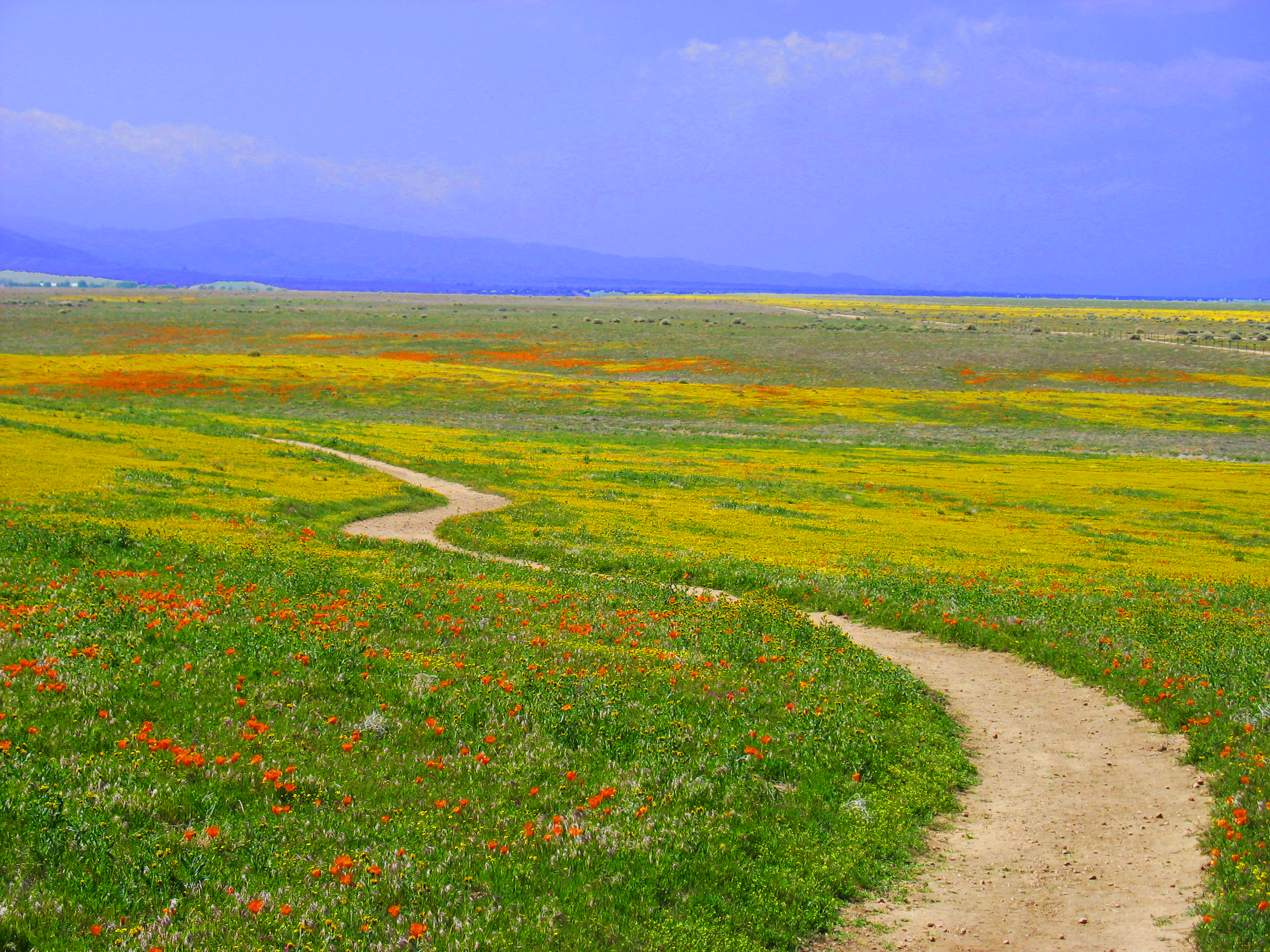
Symbolbild: Wildblumenwiese in Kalifornien

Flower ist in sechs Level gegliedert, die in einem als Hauptmenü fungierenden Auswahlbildschirm durch sechs welkende Blumen auf einer Fensterbank vor einer tristen Großstadtkulisse symbolisiert werden. Die einzelnen Abschnitte erzählen laut den Entwicklern die Träume dieser sechs Blumen. Die ersten beiden Level stellen unberührte, idyllische Naturlandschaften dar. Im dritten Abschnitt gilt es in der hereinbrechenden Dämmerung Windräder zu aktivieren, um Strom zu erzeugen, durch den im folgenden Level der weitere Weg beleuchtet wird. Der fünfte Abschnitt ist ein düsterer Schrottplatz in einer regnerischen Nacht. Auf diesem befinden sich zahlreiche Metallmasten, die dem Spieler bei jeder Berührung einige seiner Blütenblätter kosten. Obwohl die Masten durch Aktivierung der wenigen vorhandenen Blumen glänzend und damit unschädlich gemacht werden können, verliert der Spieler hier fast alle seine Blätter. Mit dem letzten verbliebenen Blütenblatt als Ausgangspunkt kann er im sechsten Level am folgenden Morgen nach und nach eine graue Großstadt zum Erblühen bringen und dort schließlich mit seinem Blütenblattsturm einen riesigen Metallturm „besiegen“ und in einen blühenden Baum verwandeln.
Der Blick auf die Großstadt durch das Fenster des Auswahlbildschirms passt sich dem Thema des nächsten zu absolvierenden Levels an und wird im Laufe des Spiels freundlicher und farbenfroher; die Blumen auf der Fensterbank erholen sich. Findet der Spieler in jedem Level drei „geheime“ Blumen, so ist durch das Fenster anstelle der Stadt eine grüne Blumenwiese zu sehen. Der Abspann des Spiels mit den Credits ist als spielbares Zusatzlevel angelegt. Steuert der Spieler hier die Blumen an, erscheinen darüber die Namen der Entwickler.

## Entwicklung

### Überblick und Vorproduktion

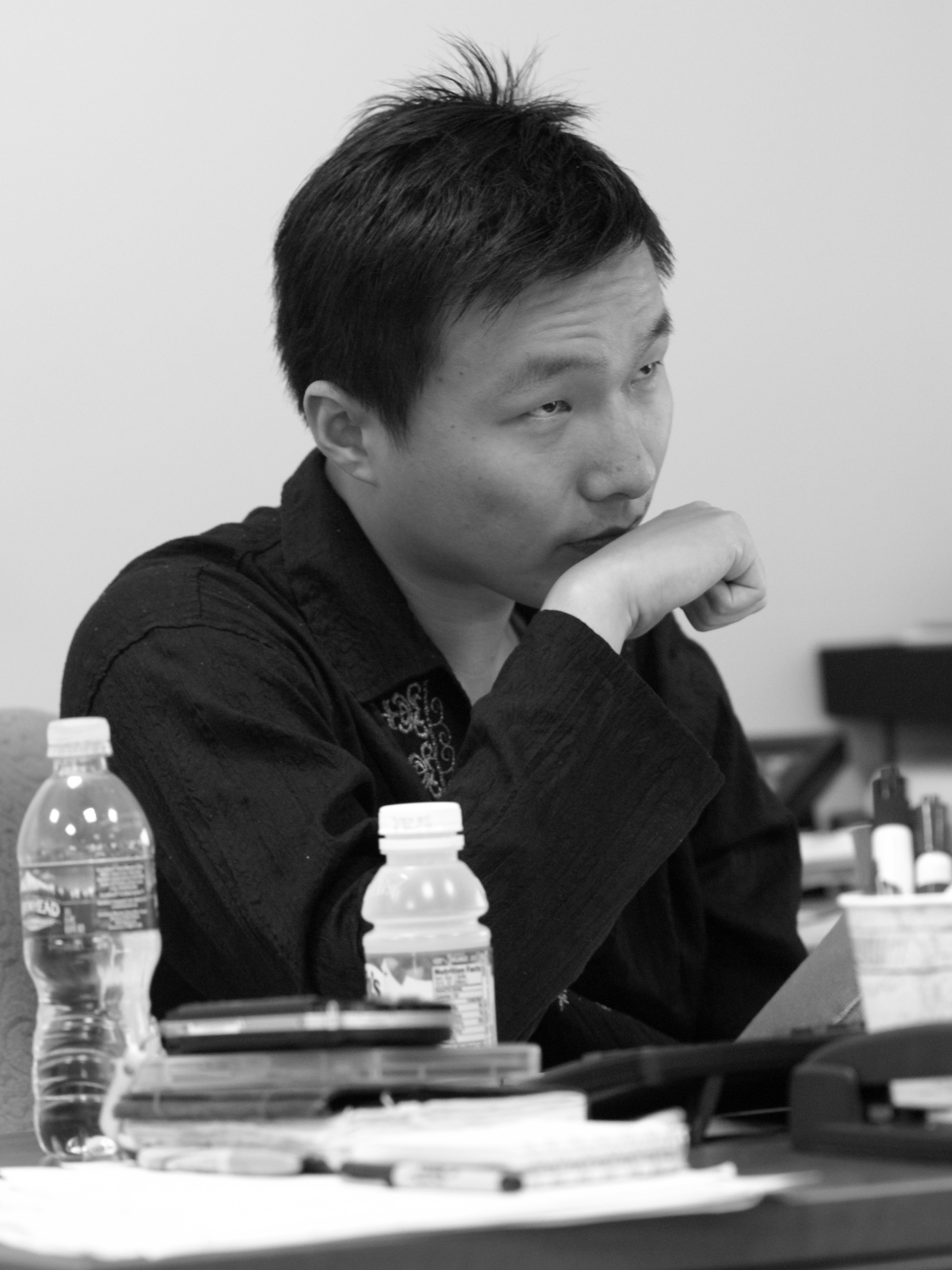
Jenova Chen 2007

Das Spiel wurde von dem in Los Angeles ansässigen Independent-Studio Thatgamecompany unter der Leitung des Videospieldesigners Jenova Chen entwickelt. Während Chen, der zusammen mit Kellee Santiago im Jahr 2006 Thatgamecompany gründete, als verantwortlicher Creative Director fungierte, übernahm Nicolas Clark die Rolle des leitenden Designers. Die Entwicklung dauerte ungefähr zwei Jahre, wobei drei Viertel der Zeit auf die Prototypenphase entfielen und die eigentliche Produktion, nachdem alle Designentscheidungen getroffen waren, nur sechs Monate in Anspruch nahm. Dabei arbeiteten jeweils sechs bis neun Personen am Spiel.
Flower ist das zweite von drei Videospielen, die Thatgamecompany im Rahmen eines Vertrages mit Sony Computer Entertainment für das Ende 2006 eingeführte PSN entwickelte. Der Konzern war durch Chens Flash-Browserspiel Flow, das er im Rahmen seiner Master-Thesis an der USC School of Cinematic Arts entwickelt hatte, auf den Spieledesigner aufmerksam geworden. Das Studio entschied sich für eine PlayStation-3-Umsetzung dieses Spiels als erstes Produkt für Sony. Nach der Veröffentlichung dieser PS3-Version von Flow im Februar 2007 begannen die Arbeiten an Flower, das als „geistiger Nachfolger“ von Flow angedacht war. Santiago bezeichnete Flower als das erste Spiel des Studios „außerhalb des Sicherheitsnetzes der Hochschule“.
Chen entschied sich früh für das Thema „Natur“; als Ausgangspunkt des Designprozesses gab er die Idee an, dass jede PlayStation eine Art Portal im Zimmer sei, das einen irgendwo anders hinführe, und es doch schön wäre, wenn dieses Portal es ermöglichen würde, dass man von der Natur umarmt werde. Chen, der in Shanghai aufwuchs, bezeichnete seine Heimatstadt als verschmutzt und mit nur wenig Grün und gab an, dass seine Gefühle angesichts der endlosen grünen Felder zwischen Los Angeles und San Francisco eine Inspirationsquelle für das Spieldesign gewesen seien.

### Musik
Die Musik des Spiels stammt von dem Videospielmusikkomponisten Vincent Diamante, Dozent an der Interactive Media & Games Division der USC School of Cinematic Arts. Diamante, der bereits die Musik für Chens erstes Videospiel Cloud komponiert hatte, arbeitete eng mit dem restlichen Entwicklerteam zusammen, um Musik und Spielprinzip zu einer Einheit zu integrieren. Der Sound passt sich interaktiv dem Spielgeschehen an, was durch eine Auswahl mehrerer Schichten aus akustischen Instrumentensamples erreicht wird. Die einfachste Schicht bilden dabei die Einzelklänge beim Ansteuern der Blütenknospen, wobei innerhalb eines Levels jeweils einer Blumenfarbe ein bestimmtes Instrument fest zugeordnet ist. In einem Interview der Website Gamasutra gab Diamante an, dass er beim Leveldesign ein starkes Mitspracherecht hatte, bis hin zur genauen Anordnung der Blumen, sodass sich ein stimmiger Sound ergebe.
Mit dem Fortschritt des Spielers in einem Level kommen weitere instrumentale Schichten hinzu, sodass beispielsweise das Sammeln aller Blütenblätter in einem bestimmten Gebiet dazu führt, dass sich die Hintergrundmusik immer weiter intensiviert. Dabei wächst die Komplexität von Abschnitt eins, der nur eine Gitarre, ein Klavier und Streichinstrumente als einfache Instrumentierung einsetzt, bis zum Abschnitt drei immer weiter an. Mit dem Einbruch der Nacht in Level vier beginnt auch ein neuer musikalischer Spannungsbogen, der sich wiederum bis Level sechs intensiviert. Die Musik in diesem letzten Level ist mit 10 bis maximal 35 Instrumentenstimmen wesentlich komplexer orchestriert und der Loop ist sechsmal so lang wie die vorhergehenden.
Am 8. April 2010 veröffentlichte Sony ein Soundtrack-Album unter dem Titel Flower: Original Soundtrack from the Video Game im PSN. Es enthält acht Musikstücke mit einer Gesamtlänge von 1:04:37.

### Technik
Als Spiel-Engine kam die von Sony Computer Entertainment entwickelte PhyreEngine zum Einsatz. Mit dieser Engine ist es möglich, am und für den PC entwickelte Spiele durch Kompilierung auf die PS3 zu portieren. Laut John Edwards, Lead Engineer bei Thatgamecompany, wurde sie vor allem als Wrapper für das Low-Level-Grafiksystem der PS3 eingesetzt. Eine direkte Programmierung, so Edwards, wäre schwierig gewesen und hätte den Zeitrahmen und das Budget überstiegen.
In einem Interview mit der Website GameZine.co.uk gab Kellee Santiago an, dass auf diese Weise ein Gras-System implementiert wurde, mit dem es möglich sei, 200.000 Grashalme gleichzeitig zu rendern. Laut Santiago wäre es unmöglich gewesen, dies auf einem anderen System genauso aussehen zu lassen. Allgemein sei es daher ein großer Vorteil gewesen, nur für eine einzelne Plattform zu entwickeln.

## Veröffentlichung

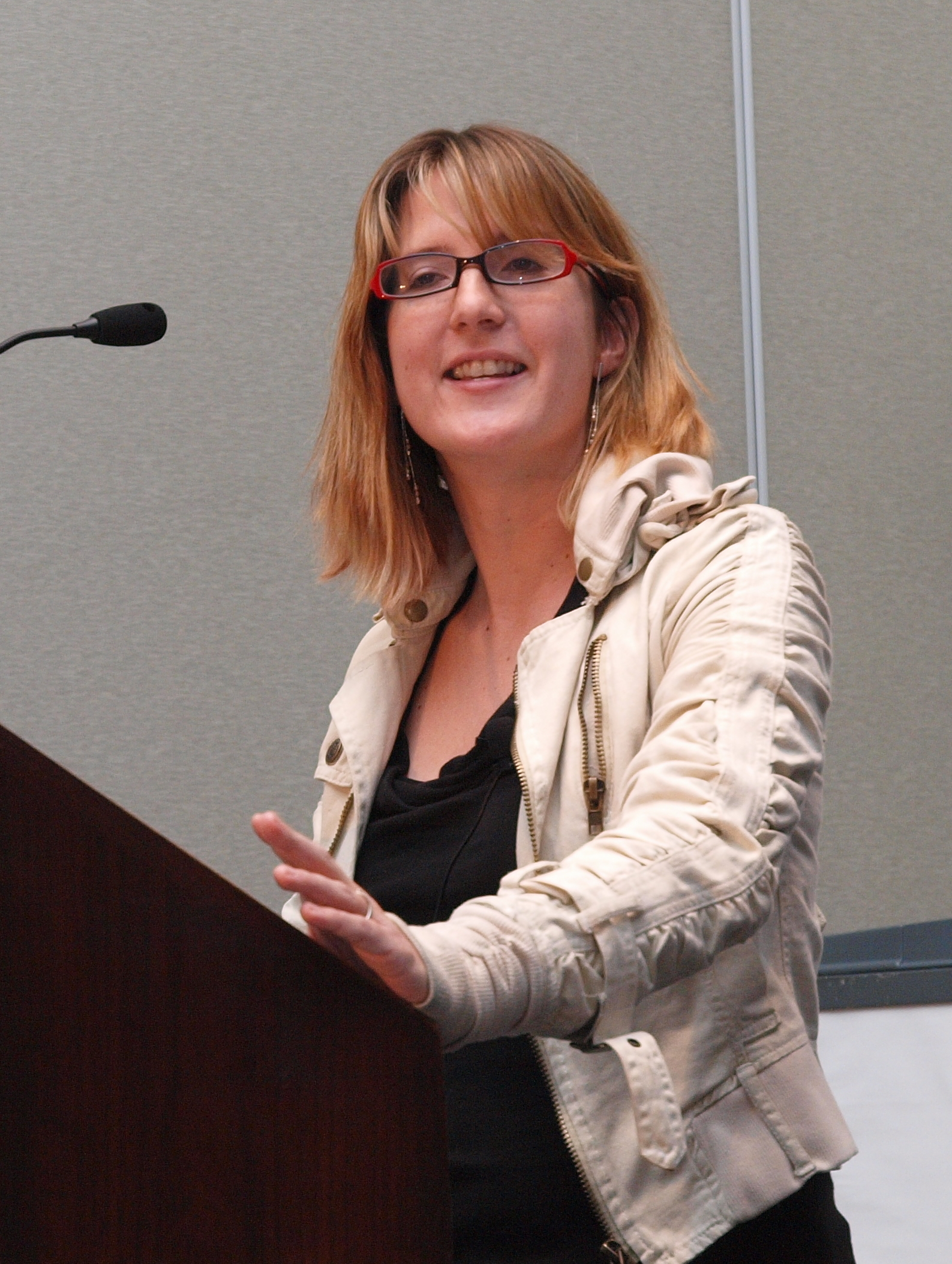
Produzentin Kellee Santiago 2010

Die erste Ankündigung des Spiels erfolgte am 24. September 2007 im Rahmen der Tokyo Game Show, bei der in einem 30-sekündigen Trailer die Thematik „Blumenwiesen“ eingeführt wurde, aber keine weiteren Angaben zum Spielprinzip veröffentlicht wurden. Im November desselben Jahres enthüllte Kellee Santiago von Thatgamecompany im Rahmen des Montreal International Games Summit weitere Details zu Flower, insbesondere das Grundprinzip des Spiels, in der Rolle des Windes Blütenblätter umherzuwehen, und den auf Gefühle und Emotionen gelegten Schwerpunkt bei der Entwicklung.
Am 12. Februar 2009 wurde Flower weltweit als digitale Distribution im PlayStation Network veröffentlicht, nachdem Santiago diesen Termin am 19. Januar desselben Jahres im Blog des PSN angekündigt hatte. Im Monat seiner Veröffentlichung war Flower das am häufigsten heruntergeladene Spiel im PlayStation Network und konnte diese Spitzenposition auch im folgenden Monat halten.
Im Juni 2012 kündigte Thatgamecompany in einem Tweet an, dass bald die drei Spiele Flow, Flower und Journey zusammen auf einer Blu-ray veröffentlicht würden. Diese erschien unter dem Titel Journey Collector’s Edition am 28. August 2012 in Nordamerika und am 7. Juni 2013 in Europa, dort mit einigen Zusatzinhalten wie von den Entwicklern kommentierten Playthroughs, Concept Art und dem Soundtrack aller drei Spiele.
Die Ankündigung der Veröffentlichung einer PS4- und PS-Vita-Version des Spiels erfolgte im Oktober 2013. Für diese Portierungen arbeitete Sony Computer Entertainment of America mit dem texanischen Entwicklerstudio Bluepoint Games zusammen, das bereits HD-Umsetzungen von Spielereihen wie God of War und Metal Gear Solid für die PS3 durchgeführt hatte. Während auf der PS4 die Steuerung analog zum Original mit der Sixaxis-Funktion des Gamepads erfolgt, wurde für die PS-Vita-Version zusätzlich zur Neigungssteuerung eine Richtungseingabe mit Hilfe des in die Handheld-Konsole integrierten Touchpads implementiert. Die Veröffentlichung erfolgte gleichzeitig mit der Markteinführung der PlayStation-4-Konsole, also am 15. November 2013 in Nordamerika und zwei Wochen später in Europa. Im Rahmen des sogenannten Cross-Buy erhalten Besitzer einer Version die beiden anderen kostenlos. Am 30. September 2015 erschien die PS4-Version der Journey Collector’s Edition.
Eine Portierung des Spiels von Publisher Annapurna Interactive erschien am 28. September 2017 für das Apple-Betriebssystem iOS. Am 14. Februar 2019 folgte eine Version für Windows, die auf digitalen Vertriebsplattformen veröffentlicht wurde.

## Rezeption

### Kritiken

#### Originalversion
Flower wurde von der Kritik meist sehr positiv beurteilt: Laut Metacritic erzielt die PS3-Version 87 %, bei GameRankings beträgt der Wertungsschnitt 87,49 %.
Ryan Clements von IGN lobte vor allem die Präsentation, die eine „magische Eleganz und Raffinesse“ habe, die man nur selten bei Spielen sehe, und bezeichnete die Grafik als eine großartige Leistung für einen Download-Titel. Musik und Soundeffekte hielt er für eine brillante Ergänzung dieses träumerischen Erlebnisses und die Steuerung für die intuitivste, die er je benutzt habe. Das Spiel sei mit einer Durchspielzeit von unter eineinhalb Stunden zwar sehr kurz, es gebe jedoch einige Geheimnisse zu finden, die zum nochmaligen Durchspielen ermutigen.
In einem Testbericht für die Website Gamezone bezeichnete der Rezensent Peter Konhäusner das Spielprinzip, das eine bildhafte Fantasie erzeuge, als innovativ und erfrischend. Flower sei ein entspannendes Erlebnis und ein Kunstwerk zugleich. Dennoch, so Konhäusner, werde das Spiel nicht jedem gefallen, denn es fehle ihm eine gewisse Herausforderung oder möglicherweise die für einige Spieler nötige Spannung.
Jörg Luibl vom Magazin 4Players bezeichnete Flower als ein „wunderschönes Spiel“, das „3D Art-Design vom Feinsten“ biete, und verglich die Präsentation der Spielelemente mit der von Spielen wie de Blob, Ico/Shadow of the Colossus und Ōkami. Der Spieler bekomme hier für rund acht Euro eine angenehm frische und emotionale Spielerfahrung. Flower sei ein grafischer, musikalischer und spielerischer Genuss, der weit über den Grenzen des klassischen Spieldesigns fliege und damit vielleicht ein neues Genre begründen könne, für das Luibl „Zen-Gaming“ vorschlug.
In einem Review für die Website PlayStation Universe sprach der Autor Steven Williamson neben der häufiger kritisierten kurzen Spieldauer weitere negative Punkte an. Flower sei sicherlich als ein Spiel zu bezeichnen, denn es biete eine gewisse, wenn auch nur schwach ausgeprägte Herausforderung, und es gebe konkrete Spielziele. Anderseits habe es für Williamson gleichzeitig auch Züge einer Tech-Demo und eines Kunstwerks. Den Hintergrundsound in den ersten Leveln verglich er mit der Art Musik, die man auf New-Age-CDs beispielsweise bei einer Aromatherapie höre. In den ersten drei Spielabschnitten sehe Flower großartig aus, aber durch den folgenden Stimmungswechsel hin zum Düsteren und durch die dabei neu eingeführten Spielelemente verliere das Spiel an Charme und wirke dadurch ein wenig unzusammenhängend.

#### Portierungen
Die PS4-Portierung des Spiels konnte noch höhere Metawertungen als die Originalversion erreichen: Sie wird bei Metacritic mit 91 % und bei GameRankings mit einem Schnitt von 93,57 % bewertet. Flower war damit Stand Dezember 2014 nach The Last of Us Remastered und Grand Theft Auto V das PS4-Spiel mit der dritthöchsten Metawertung.
In einer Rezension dieser Version hob Mitch Dyer für IGN die für die neue Konsole optimierte Grafik hervor, die hier mit einer Auflösung von 1080p und 60 fps dargestellt wird, wodurch alles noch flüssiger wirke. Durch zusätzliche Physik- und Partikeleffekte sei die Bewegung der Objekte überzeugender und natürlicher. Außerdem reagiere die Neigungssteuerung mit dem DualShock 4 präziser, was Dyer für eine deutliche Verbesserung gegenüber der Vorgängerversion hielt. Er merkte zudem noch positiv an, dass die PS4-Version von Besitzern der PS3-Version kostenlos heruntergeladen werden kann. Zu einem ähnlichen Ergebnis bezüglich der Verbesserungen bei Grafik und Steuerung kam auch Jörg Luibl von 4Players, er fand es allerdings schade, dass Thatgamecompany für die PS4-Version keine zusätzlichen Inhalte entwickelt habe.
Die PlayStation-Vita-Version wurde in einer Rezension von Mitch Dyer als schlechteste der drei beurteilt. Die Grafik sei zwar ähnlich gut gelungen wie bei der PS3-Version, allerdings empfand Dyer die Steuerung auf der Handheld-Konsole als nicht so mühelos wie bei den anderen Systemen. Sowohl die weniger präzise Steuerung mit Hilfe der Bewegungssensoren als auch die Verwendung des Touchpads zur Richtungseingabe hielten frustrierende Momente bereit.

#### Soundtrack
In einer Besprechung des Albums Flower: Original Soundtrack from the Video Game für die Website thepianocloud.com bezeichnete der Rezensent David Greening den Soundtrack als eine gute Auswahl entspannender Titel. Für diejenigen, die das Spiel gespielt haben, aber auch für diejenigen, die einfach nur sanfte, organische Musik genießen wollen, sei das Album ein lohnenswerter Kauf. Greening hob dabei besonders die beiden letzten der acht Tracks hervor: Splash of Colour und vor allem Purification of the City, ein über 12-minütiges Orchesterstück, das seiner Meinung nach mit seinen erhebenden (“uplifting”) Melodien und einer „kongenialen“ Hintergrundinstrumentierung einen sehr hohen Wiederspielwert besitze.

### Auszeichnungen und Nominierungen
Flower gewann einen Preis bei den British Academy Video Games Awards 2010 in der Kategorie Artistic Achievement, in einer weiteren Kategorie, Use of Audio, war es nominiert. Bei den 10. Game Developers Choice Awards erhielt das Spiel den Preis als Best Downloadable Game. Es gewann bei den Interactive Achievement Awards (D.I.C.E. Awards) in der Kategorie Casual Game of the Year und war in vier weiteren „Outstanding Achievement“-Kategorien (Original Music Composition, Sound Design, Innovation in Gaming und Game Direction) nominiert. Bei den Spike Video Game Awards 2009 bekam es die Auszeichnung als Best Independent Game. Ferner erhielt Flower einige Auszeichnungen von Videospielmagazinen und -websites, darunter beispielsweise als Special Achievement for Innovation von IGN und als Best E3 Download Game von 1Up.com.
Das amerikanische Nachrichtenmagazin Time nahm Flower 2012 in seine Liste ALL TIME 100 Video Games auf. In der Begründung heißt es, dass das Spiel, obwohl es ganz ohne Worte auskomme, den Spieler unausweichlich durch seine transzendente Interaktivität mitreiße – eine Erfahrung, die jeder zu schätzen wisse und die Hoffnung mache, dass Videospiele tatsächlich die Seele rühren könnten.

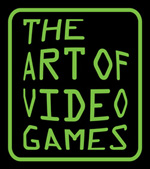
Logo The Art of Video Games des Smithsonian American Art Museum

In der Ausstellung The Art of Video Games des Smithsonian American Art Museum, die die 40-jährige Entwicklung der Videospiele als künstlerisches Medium aufzeigt, wird Flower im Abschnitt „Era 5: Next Generation“ als anspielbares Exponat präsentiert. Im Dezember 2013 nahm das Museum das Spiel als permanentes Ausstellungsstück auf. In der Würdigung dazu heißt es, Flower repräsentiere einen wichtigen Moment in der Entwicklung von Interaktivität und Kunst. Das Spiel, das sich als ein interaktives Gedicht verstehe, demonstriere eine ganz neue Art physischer und virtueller Choreografie, die sich in Echtzeit entfalte.

### Wissenschaftliche Rezeption
Flower wurde mehrfach als Demonstrationsbeispiel in wissenschaftlichen Arbeiten und Lehrbüchern aus dem Bereich Game Studies herangezogen. So geht beispielsweise Lill Eilertsen in einer Publikation für eine Konferenz zum Thema „Philosophie der Computerspiele“ der Frage nach, ob Thatgamecompany mit Flower Computerspiele näher in Richtung einer Kunstform bringe. In ihrem Fazit kommt sie zu dem Schluss, dass dies – bis zu einem gewissen Grad – tatsächlich der Fall sei. Allerdings nicht aufgrund der Grafik und erst recht nicht, weil das Spiel an die Gefühle der Spieler appelliere, sondern weil es herkömmliche Spielstrukturen vereinfache und verfeinere und dadurch Entwickler herausfordere, neue Ansätze zu finden, den Spieler anzuleiten.
Benjamin Beil bringt in seinem einführenden Lehrbuch der Game Studies in einem Kapitel zum Diskurs Ludologie vs. Narratologie Flower zusammen mit Journey und Dear Esther als Beispiel dafür, dass sich gerade im Independent-Bereich Spiele, die kaum noch eine Herausforderung bieten, zu einer Art Subgenre entwickelt haben. Stattdessen legten diese Spiele ihren Schwerpunkt auf das „Erleben“ einer dichten Atmosphäre. Dies zeige, dass es sich bei zeitgenössischen Computerspielen meist um komplexe Arrangements unterschiedlicher Interaktionsformen handele und daher Fragen nach Ludizität und Narrativität nur zwei, wenn auch wichtige, Aspekte unter vielen seien.
David Wesley und Gloria Barczak zeigen in ihrem Buch über Innovation und Marketing in der Videospielindustrie anhand des Vertrages zwischen Thatgamecompany und Sony als Beispiel auf, welche Rolle das Aufkommen der sogenannten Casual Games für die Branche spielt. Aufgrund ihrer kleinen Entwicklungsbudgets brächten qualitativ hochwertige Download-Spiele deutlich schneller Profit als Spiele mit einem großen Budget. Noch wichtiger sei jedoch, dass sie Konsolenherstellern wie Sony eine stärkere Bindung mit ihren talentierten Entwicklern ermöglichen und zugleich eine Verlagerung weg vom Ego-Shooter-Genre hin zu Spielen bringen, die ein breiteres Publikum ansprechen.
Das Soundsystem von Flower wird in einem Lehrbuch von Jeremy Gibson zum Thema Spieldesign, Prototyping und Entwicklung neben dem frühen interaktiven Musikprogramm C.P.U. Bach als herausragendes Beispiel für eine sogenannte prozedurale Komposition angeführt. Vincent Diamantes Sound-Engine wähle hier beim Öffnen einer Blume stets eine Note, die – unabhängig vom Zeitpunkt, zu dem der Spieler die Blume anfliegt – mit der vorkomponierten Musik harmoniert und zudem mit den Noten der anderen Blumen eine Melodie erzeugt.

## Nachfolger

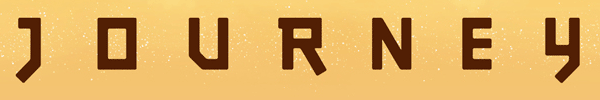
Logo von Journey

Kurz nach der Veröffentlichung von Flower begann Thatgamecompany mit der Entwicklung des dritten Spiels, Journey, im Rahmen des Vertrages mit Sony Computer Entertainment. Dabei musste der mit Sony vereinbarte Zeitrahmen mehrfach verlängert werden, bis das Spiel schließlich im März 2012 im PSN veröffentlicht werden konnte.
In Journey steuert der Spieler eine mit einer Robe bekleidete Figur durch eine weitläufige Wüstenlandschaft zu einem in der Ferne sichtbaren Berg; er kann dabei auf weitere Spieler treffen, die nicht miteinander kommunizieren, aber sich gegenseitig unterstützen können.
Das Spiel wurde von der Kritik sehr positiv aufgenommen, es erreichte bei Metacritic 92 aus 100. Journey gewann zahlreiche Preise und Auszeichnungen, darunter fünf BAFTA Games Awards, sechs Game Developers Choice Awards und acht D.I.C.E. Awards. Die beiden Letztgenannten zeichneten es jeweils als Spiel des Jahres aus. Der Soundtrack, komponiert von Austin Wintory, war für einen Grammy Award nominiert. Auch finanziell war Journey ein großer Erfolg. Es entwickelte sich zu dem in den zwei Wochen nach der Veröffentlichung am schnellsten verkauften Spiel im amerikanischen PlayStation Network.